# Olympische Sommerspiele 1928/Teilnehmer (Spanien)
| Gelbes Symbol für Goldmedaillen mit stilisierten Olympischen Ringen | Graues Symbol für Silbermedaillen mit stilisierten Olympischen Ringen | Braundes Symbol für Bronzemedaillen mit stilisierten Olympischen Ringen |
| ------------------------------------------------------------------- | --------------------------------------------------------------------- | ----------------------------------------------------------------------- |
| 1                                                                   | —                                                                     | —                                                                       |

Spanien nahm an den Olympischen Sommerspielen 1928 in Amsterdam, Niederlande, mit einer Delegation von 80 Sportlern (allesamt Männer) teil.

## Medaillengewinner

### Gold
| Name(n)                                                                  | Sportart | Wettkampf                |
| ------------------------------------------------------------------------ | -------- | ------------------------ |
| José Navarro Morenes, José Álvarez de Bohórquez & Julio García Fernández | Reiten   | Springreiten, Mannschaft |

## Teilnehmer nach Sportarten

### Boxen
- José Vilanova
Fliegengewicht: 9. Platz

- Juan Muñoz
Federgewicht: 9. Platz

- Roberto Sanz
Leichtgewicht: 9. Platz

- Dionisio Fernández
Weltergewicht: 17. Platz

- César Campuzano
Mittelgewicht: 9. Platz

- José Montllor
Halbschwergewicht: 9. Platz

### Fechten
- Diego García
Florett, Einzel: Vorrunde
Florett, Mannschaft: Vorrunde
Degen, Einzel: Viertelfinale
Degen, Mannschaft: 5. Platz

- Fernando García
Florett, Einzel: Vorrunde
Florett, Mannschaft: Vorrunde

- Armando Alemán
Florett, Einzel: Vorrunde

- Diego Díez
Florett, Mannschaft: Vorrunde
Degen, Mannschaft: 5. Platz

- Félix de Pomés
Florett, Mannschaft: Vorrunde
Degen, Mannschaft: 5. Platz

- Juan Delgado
Florett, Mannschaft: Vorrunde
Degen, Mannschaft: 5. Platz

- Francisco González
Degen, Einzel: Vorrunde
Degen, Mannschaft: 5. Platz
Säbel, Einzel: Vorrunde

- Isidro González
Säbel, Einzel: Vorrunde

- Juan Jesús García
Säbel, Einzel: Vorrunde

### Fußball
- Herrenteam
5. Platz

- Kader
Amadeo Labarta
Ángel Mariscal
Domingo Zaldúa
Paco Bienzobas
Patxi Gamborena
Ignacio Alcorta
Antero González
Jacinto Quincoces
José María Jáuregui
José Legarreta
José María Yermo
Luis Iruretagoyena
Luis Regueiro
Martín Marculeta
Pedro Vallana
Robustiano Bilbao
Trino Arizcorreta

### Hockey
- Herrenteam
7. Platz

- Kader
Bernabé de Chávarri
Enrique de Chávarri
Fernando Torres
Francisco Argemí
Francisco De Roig
Jaime Bagúña
José María de Caralt
José de Caralt
José de Chávarri
Juan Becerril
Juan Junqueras
Luis Isamat
Luis Rierola
Manuel Lobo
Santiago Goicoechea

### Leichtathletik
- Enrique de Chávarri
100 Meter: Vorläufe
4 × 100 Meter: Vorläufe

- Diego Ordóñez
100 Meter: Vorläufe
200 Meter: Vorläufe
4 × 100 Meter: Vorläufe

- Juan Serrahima
100 Meter: Vorläufe
200 Meter: Vorläufe
4 × 100 Meter: Vorläufe

- Fernando Muñagorri
100 Meter: Vorläufe
4 × 100 Meter: Vorläufe

- Joaquín Miquel
400 Meter: Vorläufe
800 Meter: Vorläufe

- Jesús Oyarbide
5000 Meter: Vorläufe

- Arturo Peña
5000 Meter: Vorläufe
10.000 Meter: 13. Platz

- Emilio Ferrer
Marathon: 52. Platz

- José Culí
Stabhochsprung: 10. Platz in der Qualifikation

- Fernando Labourdette-Liaresq
Weitsprung: 41. Platz in der Qualifikation

### Radsport
- José María Yermo
Sprint: 2. Runde

### Reiten
- José Navarro Morenes
Springreiten, Einzel: 5. Platz
Springreiten, Mannschaft: Gold

- José Álvarez de Bohórquez
Springreiten, Einzel: 10. Platz
Springreiten, Mannschaft: Gold

- Julio García Fernández
Springreiten, Einzel: 12. Platz
Springreiten, Mannschaft: Gold

- José María Cabanillas
Vielseitigkeit, Einzel: 24. Platz
Vielseitigkeit, Mannschaft: Kein Ergebnis

- Antonio Somalo
Vielseitigkeit, Einzel: DNF
Vielseitigkeit, Mannschaft: Kein Ergebnis

- Francisco Jiménez-Alfaro
Vielseitigkeit, Einzel: DNF
Vielseitigkeit, Mannschaft: Kein Ergebnis

### Schwimmen
- José González Esplugas
100 Meter Freistil: Vorläufe
4 × 200 Meter: 7. Platz

- Estanislao Artal
4 × 200 Meter: 7. Platz

- Ramón Artigas
4 × 200 Meter: 7. Platz

- Francisco Segalá
4 × 200 Meter: 7. Platz

- José Francesch
200 Meter Brust: Vorläufe

### Segeln
- Santiago Amat
12-Fuß-Jolle: 14. Platz

- Álvaro de Arana
6-Meter-Klasse: 13. Platz

- Javier de Arana
6-Meter-Klasse: 13. Platz

- José María Arteche
6-Meter-Klasse: 13. Platz

- Luis de Arana
6-Meter-Klasse: 13. Platz

- Pedro José de Galíndez
6-Meter-Klasse: 13. Platz

### Wasserball
- Herrenteam
9. Platz

- Kader
Gonzalo Jiménez Corral
Ángel Sabata
Jaime Cruells
José María Puig
Rafael Jiménez
Manuel Majo
Mariano Trigo